# Premyer Liqası 2019/20
Die Premyer Liqası 2019/20, nach einem Sponsorenabkommen offiziell Unibank Premyer Liqası genannt, war die 28. Spielzeit der höchsten aserbaidschanischen Spielklasse im Fußball der Männer seit deren Gründung im Jahr 1992. Sie begann am 16. August 2019. Wegen der COVID-19-Pandemie in Aserbaidschan wurde die Saison am 13. März 2020 unterbrochen und am 19. Juni 2020 endgültig abgebrochen. Als Tabellenführer zum Zeitpunkt des Abbruchs verteidigte Qarabağ Ağdam den Meistertitel.

## Modus
Die acht Mannschaften sollten an insgesamt 28 Spieltagen jeweils viermal gegeneinander spielen; zweimal zu Hause, zweimal auswärts. Nach dem 20. Spieltag wurde die Saison abgebrochen.

## Vereine
|             | Mannschaft    | Stadt    | Stadion                  | Kapazität | Vorjahr |
| ----------- | ------------- | -------- | ------------------------ | --------- | ------- |
| Vereinslogo | Qarabağ Ağdam | Baku     | Azərsun-Arena            | 05.800    | 1.      |
| Vereinslogo | Neftçi Baku   | Baku     | Tofiq-Bəhramov-Stadion   | 29.858    | 2.      |
|             | Səbail FK     | Baku     | Bayil Arena              | 05.000    | 3.      |
| Logo        | FK Qəbələ     | Qəbələ   | Qəbələ şəhər stadionu    | 05.000    | 4.      |
|             | Zirə FK       | Baku     | Zirə Olimpia Komplex     | 01.300    | 5.      |
| Vereinslogo | Sumqayıt PFK  | Sumqayıt | Mehdi-Hüseynzadə-Stadion | 16.000    | 6.      |
|             | Sabah FK      | Baku     | Bank Respublika Arena    | 13.000    | 7.      |
|             | FK Keşlə      | Baku     | Şəfa-Stadion             | 08.152    | 8.      |

## Abschlusstabelle
| Pl. | Verein               | Sp. | S  | U | N  | Tore    | Diff. | Punkte |
| --- | -------------------- | --- | -- | - | -- | ------- | ----- | ------ |
| 1.  | FK Qarabağ Ağdam (M) | 20  | 13 | 6 | 1  | 034:700 | +27   | 45     |
| 2.  | Neftçi Baku PFK      | 20  | 10 | 7 | 3  | 033:140 | +19   | 37     |
| 3.  | FK Keşlə             | 20  | 8  | 6 | 6  | 027:210 | +6    | 30     |
| 4.  | Sumqayıt PFK         | 20  | 6  | 5 | 9  | 024:320 | −8    | 23     |
| 5.  | Zirə FK              | 20  | 6  | 5 | 9  | 025:370 | −12   | 23     |
| 6.  | Sabah FK             | 20  | 5  | 6 | 9  | 019:270 | −8    | 21     |
| 7.  | Səbail FK            | 20  | 5  | 5 | 10 | 016:300 | −14   | 20     |
| 8.  | FK Qəbələ (P)        | 20  | 5  | 4 | 11 | 025:350 | −10   | 19     |

Platzierungskriterien: 1. Punkte – 2. Direkter Vergleich (Punkte, Tordifferenz, geschossene Tore) – 3. Tordifferenz – 4. geschossene Tore

| (M) | amtierender aserbaidschanischer Meister     |
| (P) | amtierender aserbaidschanischer Pokalsieger |

## Kreuztabelle
| Hinrunde         | FK Qarabağ Ağdam | Neftçi Baku PFK | FK Keşlə | Sumqayıt PFK | Zirə FK | Sabah FK | Səbail FK | FK Qäbälä |
| ---------------- | ---------------- | --------------- | -------- | ------------ | ------- | -------- | --------- | --------- |
| FK Qarabağ Ağdam |                  | 2:2             | 2:2      | 2:0          | 1:1     | 2:0      | 1:0       | 3:0       |
| Neftçi Baku PFK  | 0:0              |                 | 0:0      | 2:1          | 3:0     | 1:1      | 2:1       | 4:1       |
| FK Keşlə         | 0:1              | 2:1             |          | 2:1          | 2:0     | 1:1      | 1:2       | 2:1       |
| Sumqayıt PFK     | 2:1              | 2:4             | 0:0      |              | 1:2     | 1:0      | 0:3       | 1:1       |
| Zirə FK          | 1:3              | 1:0             | 3:1      | 2:2          |         | 1:1      | 4:1       | 1:1       |
| Sabah FK         | 0:1              | 0:2             | 0:1      | 1:3          | 2:2     |          | 3:0       | 0:1       |
| Səbail FK        | 0:4              | 0:0             | 0:0      | 0:2          | 1:0     | 1:3      |           | 1:1       |
| FK Qäbälä        | 1:1              | 0:3             | 0:4      | 0:2          | 3:0     | 1:2      | 3:0       |           |

| Rückrunde        | FK Qarabağ Ağdam | Neftçi Baku PFK | FK Keşlə | Sumqayıt PFK | Zirə FK | Sabah FK | Səbail FK | FK Qäbälä |
| ---------------- | ---------------- | --------------- | -------- | ------------ | ------- | -------- | --------- | --------- |
| FK Qarabağ Ağdam |                  | 0:0             | –        | 1:0          | –       | 0:0      | –         | –         |
| Neftçi Baku PFK  | –                |                 | 3:1      | 1:1          | –       | 4:0      | 1:1       | –         |
| FK Keşlə         | 0:2              | –               |          | –            | 4:0     | –        | 0:1       | –         |
| Sumqayıt PFK     | –                | –               | 2:2      |              | 2:1     | 1:2      | –         | –         |
| Zirə FK          | 0:6              | –               | –        | –            |         | 2:0      | –         | 1:2       |
| Sabah FK         | –                | –               | –        | –            | –       |          | 0:0       | 3:2       |
| Səbail FK        | 0:1              | –               | –        | –            | 1:3     | –        |           | 3:1       |
| FK Qäbälä        | –                | 0:2             | 1:2      | 5:0          | –       | –        | –         |           |

## Torschützenliste
| Pl. | Spieler               | Mannschaft    | Tore |
| --- | --------------------- | ------------- | ---- |
| 01. | Peyman Babaei         | Sumqayıt PFK  | 7    |
| 01. | Steven Joseph-Monrose | Neftçi Baku   | 7    |
| 01. | Bagaliy Dabo          | Neftçi Baku   | 7    |
| 01. | Mahmir Emreli         | Qarabağ Ağdam | 7    |
| 05. | Lorenzo Frutus        | FK Keşlə      | 6    |
| 05. | Aghabala Ramazanov    | Zirə FK       | 6    |
| 05. | Davit Wolkowi         | Zirə FK       | 6    |
| 08. | Hendrick Ekstein      | Səbail FK     | 5    |
| 08. | Magaye Gueye          | Qarabağ Ağdam | 5    |
| 08. | Mehdi Sharifi         | Sumqayıt PFK  | 5    |
| 08. | Abdellah Zoubir       | Qarabağ Ağdam | 5    |